# Tarte tatin

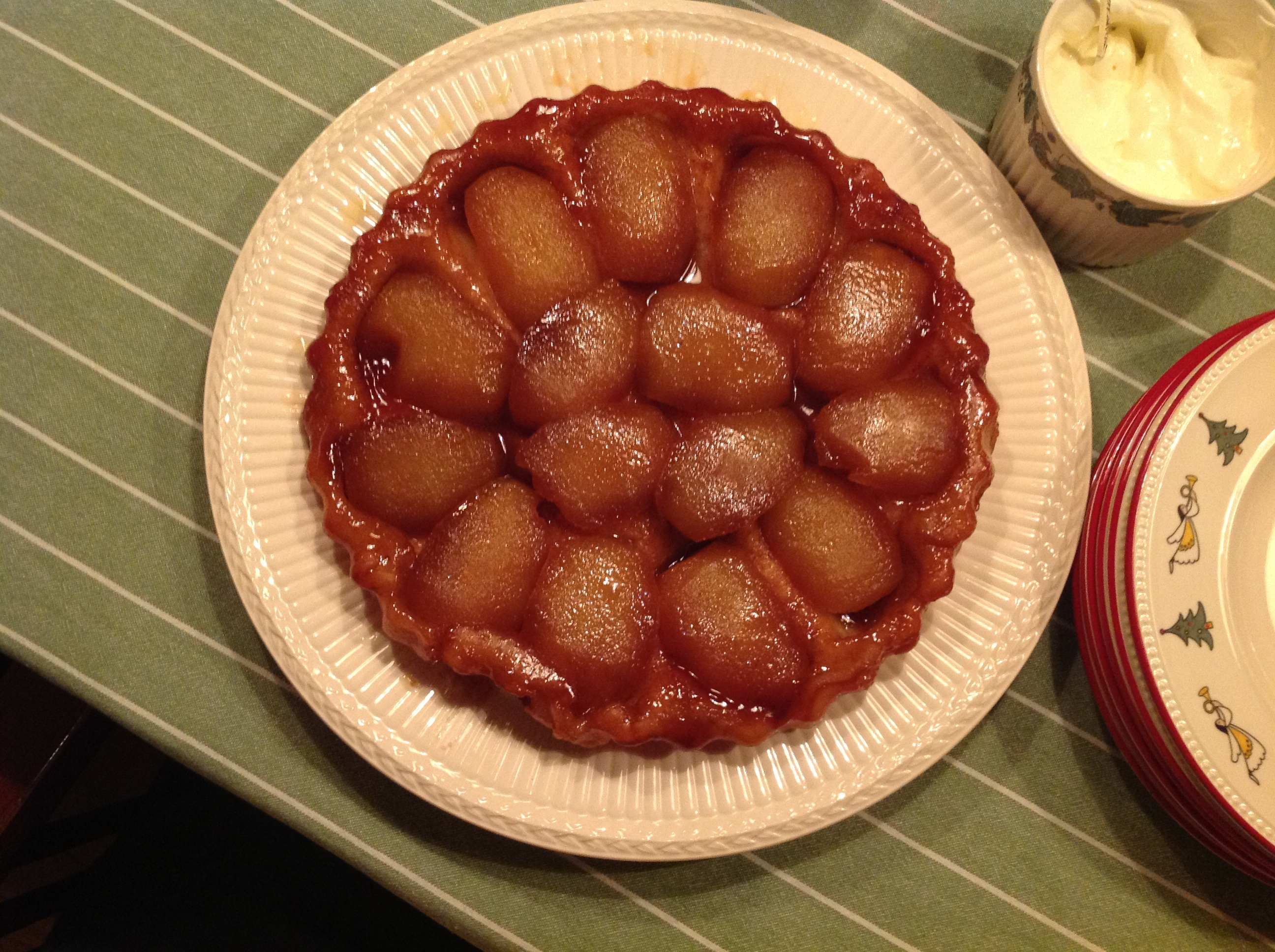

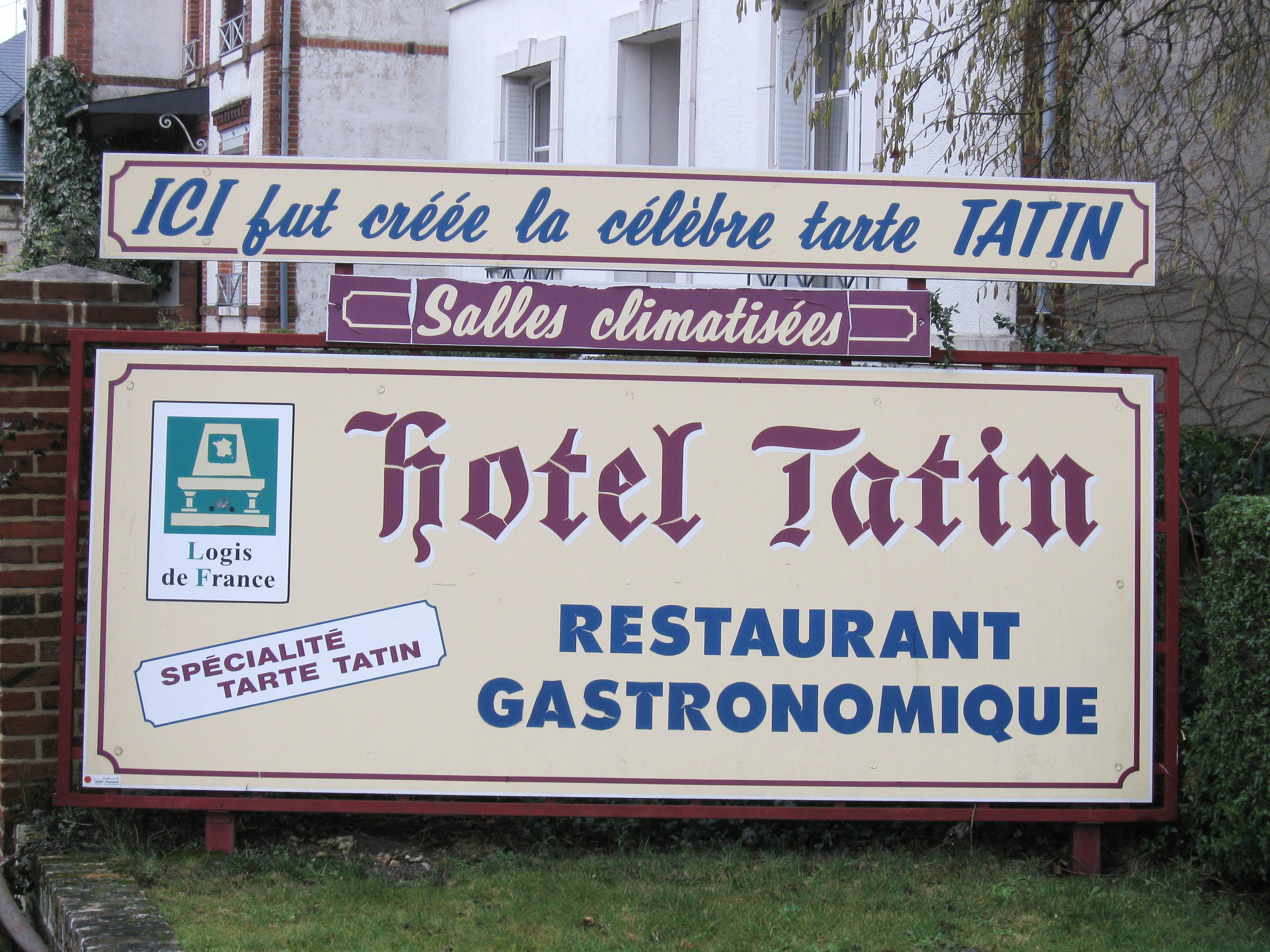
Hotel Tatin met als specialiteit... tarte tatin

Tarte tatin is een "appeltaart op z'n kop" en heeft een laagje van gekaramelliseerde suiker.
De taart werd circa 1889 gecreëerd als gevolg een vergissing van een van de zussen Tatin, Stéphanie of Caroline. In plaats van eerst het deeg in de bakvorm te leggen werden er appels in gelegd, en daarbovenop het deeg. Na het bakproces werd het in de vorm omgedraaid.
De twee zussen baatten het Hotel Tatin uit in Lamotte-Beuvron, een dorpje in het midden van Frankrijk.
Het originele recept is eenvoudig en er bestaan ondertussen heel wat varianten van. De vulling kan bestaan uit andere vruchten, maar ook uit gegrilde groenten of tamme kastanjes. 
De naam tarte tatin is in zwang gebleven, ook als de vulling niet van appel is.